# 綠蔭路 (深圳)
綠蔭路是中國廣東深圳的一條東西走向的道路，位於龍崗區。起點為蘭竹西、東路的交界，終點為北方的丹梓大道。

## 敘述
全長共1.5公里，寬9米，雙向2車道。

## 交會道路
條路從南向北列出，加粗的是主幹道：
- 無名道路、蘭竹西路、蘭竹東路
- 啟三路
- 錦繡路
- 丹梓大道